# Ốc đảo

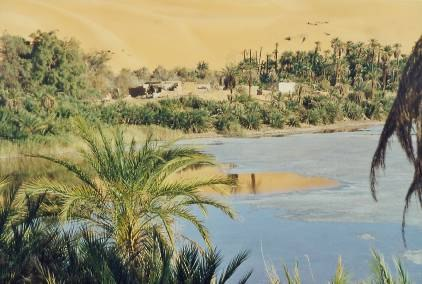
Một ốc đảo ở phần Sahara của Libya

Về định nghĩa địa lý, ốc đảo là vùng đất biệt lập có thực vật trên sa mạc, thường hiện diện xung quanh một mạch nước hay nguồn nước tương tự. Ốc đảo là nơi ngụ cư của muông thú và con người nếu diện tích đủ rộng. Ốc đảo giữ vị trí cực kỳ quan trọng đối với các tuyến đường đi lại và buôn bán ở các vùng sa mạc. Các đoàn lữ khách hay hành hương đều phải đi ngang qua các ốc đảo để được bổ sung nước uống và thực phẩm. Do đó, việc kiểm soát các ốc đảo về chính trị hay quân sự trong nhiều trường hợp sẽ đồng nghĩa với việc nắm quyền kinh doanh tại một tuyến đường đặc biệt, chẳng hạn như các ốc đảo Awjila, Ghadames, và Kufra ở nước Libya đã nhiều lúc đóng vai trò sống còn đối với giao thương Bắc – Nam và Đông – Tây của Sa mạc Sahara.
Ốc đảo được hình thành từ các dòng sông ngầm hay từ các địa tầng ngậm nước, được phun lên mặt đất do áp lực tự nhiên hay do con người đào giếng chạm đến mạch. Những cơn giông ngắn tuy thi thoảng mới có cũng giúp duy trì nguồn nước ngầm của ốc đảo thiên nhiên như trường hợp của ốc đảo Tuat. Những lớp đá nền không thấm nước có thể giữ nước lại trong các hốc khe; hay những phay địa tầng dài dưới mặt đất hoặc các dãy đá mắc-ma của núi lửa có thể thu giữ nước rồi thẩm thấu ngược lên mặt đất. Và khi có bất kỳ dấu hiệu nào cho thấy sự xuất hiện của nước, các loài chim thiên di sẽ bay đến, mang theo các hạt giống và các mép rìa của vùng nước sẽ mọc lên cây cối hình thành nên ốc đảo.

## Trồng trọt
Những người sống trong ốc đảo phải quản lý đất đai và sử dụng nguồn nước cẩn thận; những nông trường cần tưới tiêu để trồng trọt những loại cây như mơ, chà là, sung và ô liu. Cây trồng quan trọng nhất tại ốc đảo là chà là, hình thành nên tầng tán phía trên. Những cây cọ tạo bóng mát cho những cây nhỏ hơn như đào, tạo thành những tán cây trung giữa. Bằng cách trồng nhiều loại cây theo từng tầng tán thích hợp, người nông dân có thể sử dụng tối ưu nguồn nước và đất. Trong ốc đảo, nhiều loại rau cũng được canh tác, và một số loại ngũ cốc như đại mạch, kê, lúa mì cũng được trồng tại những nơi có độ ẩm cao.

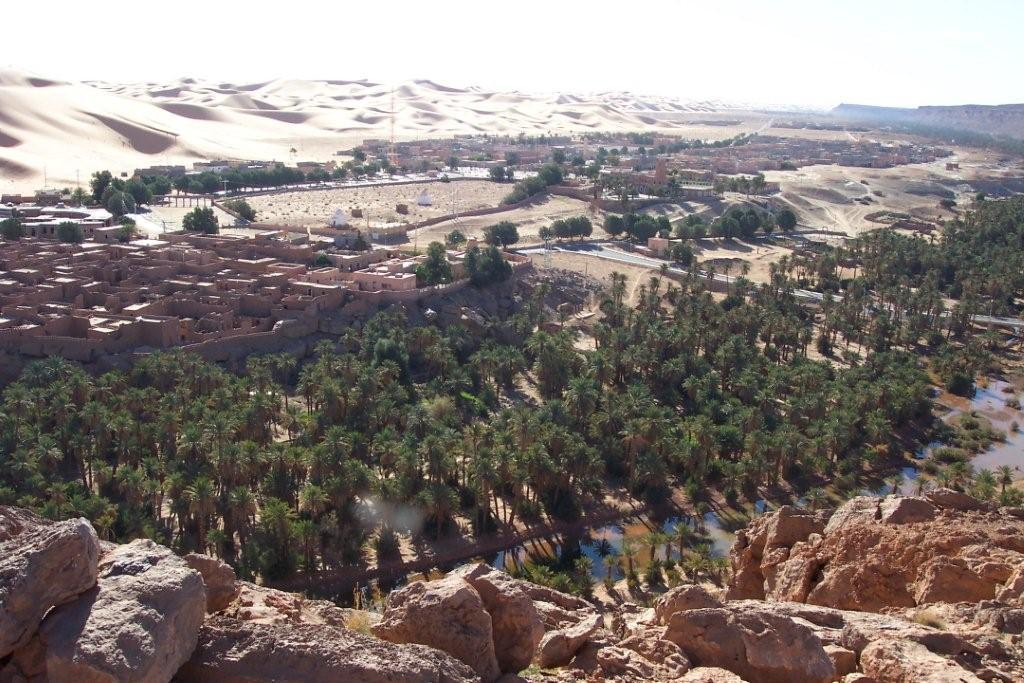
Taghit, Algérie

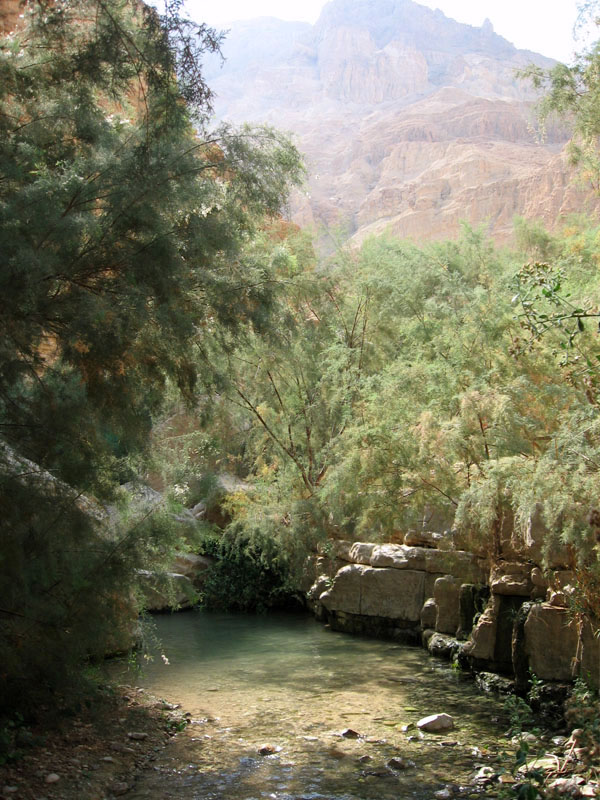
Ein Gedi, Israel

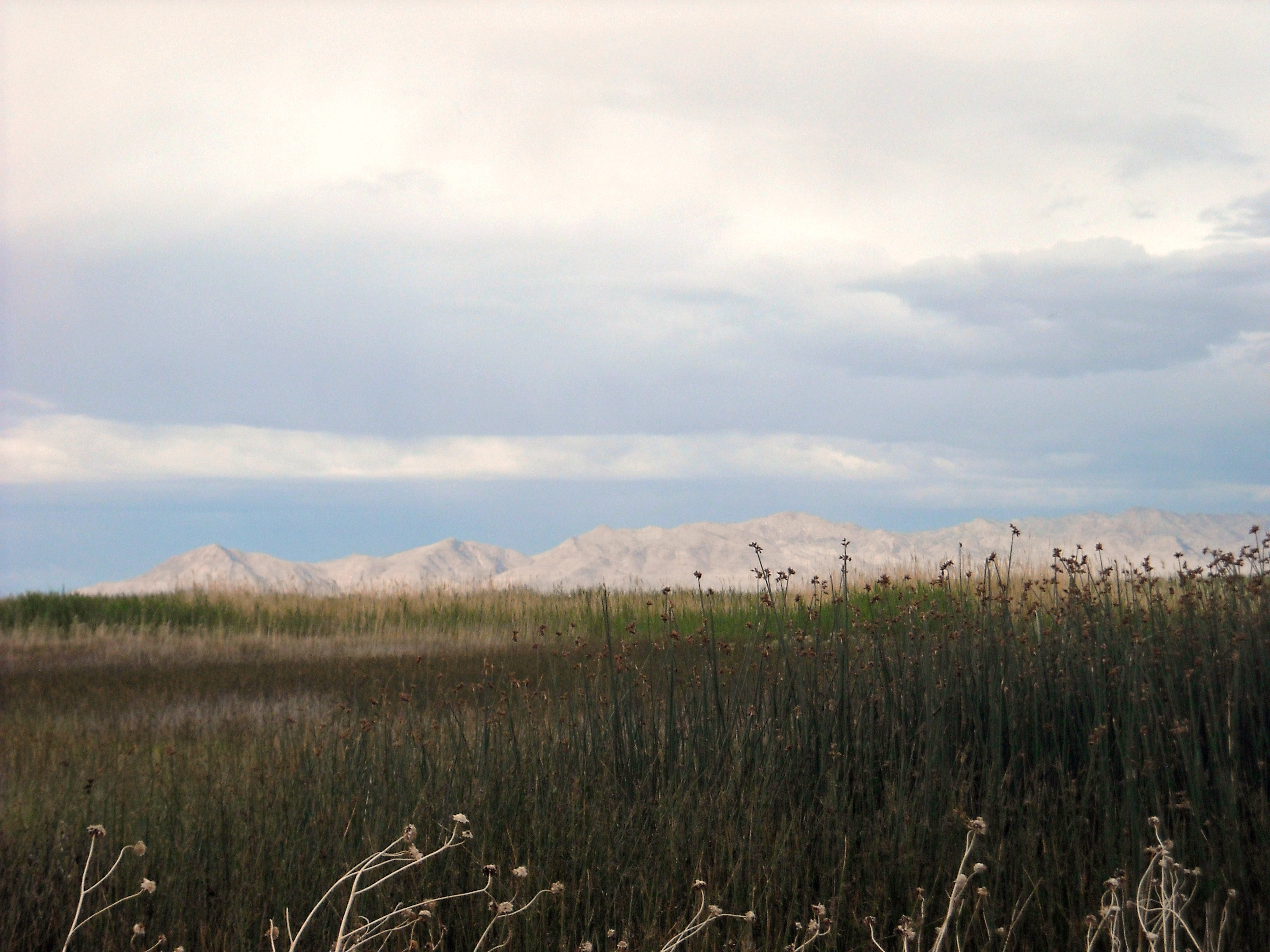
Fish Springs National Wildlife Refuge, Utah